# ロレンネ・テイシェイラ
ロレンネ・ジェラルド・テイシェイラ（Lorenne Geraldo Teixeira、1996年1月8日 - ）は、ブラジルの女子バレーボール選手。ブラジル代表。

## 来歴

### クラブチーム
2013年、EC Pinheirosへ入団しバレーボール選手としてのキャリアをスタートさせる。2014/15シーズンのブラジル・スーパーリーガで5位となった。2015/16シーズンはSesc-RJ/Flamengoでプレーした。2017年、オザスコへ移籍。2018/19シーズンのブラジル・スーパーリーガで準優勝した。2020/21シーズンは再びSesc-RJ/Flamengoでプレーし、Carioca選手権で優勝した。2021年、日本のV.LEAGUE DIVISION1の埼玉上尾メディックスに移籍し1シーズンプレーした。2022/23シーズンはロシアリーグのロコモティブ・カリーニングラードと契約した。

### 代表チーム
2013年、ユース世界選手権に出場し、銅メダルを獲得した。2015年8月にトルコで開催されたU23世界選手権では金メダルを獲得した。2019年にシニア代表へ初選出され、同年のネーションズリーグでデビュー、南米選手権で優勝し、自身もMVPを受賞した。同年9月のワールドカップではレギュラーとして活躍した。2022年、世界選手権に出場し、準決勝と決勝ではスタメン起用され銀メダルを獲得した。

## 球歴
- オリンピック - 2024年
- 世界選手権 - 2022年
- ワールドカップ - 2019年
- ネーションズリーグ - 2019年、2021年
- 南米選手権 - 2019年、2021年

## 受賞歴
- 2015年　U-20世界選手権　ベストオポジット賞
- 2019年　南米選手権　MVP

## 所属クラブ
- Esporte Clube Pinheiros（2013-2015年）
- レクソーナ・アデス（2015-2016年）
- Serviço Social da Indústria-SP（2016-2017年）
- オザスコ（2017-2019年）
- Grêmio Recreativo Barueri（2019-2020年）
- Rio de Janeiro Vôlei Clube（2020-2021年）
- 埼玉上尾メディックス（2021-2022年）
- ロコモティブ・カリーニングラード（2022-2023年）
- オザスコ（2023-2024年）
- アソシアソン・ヴォレイ・バウル（2024年-）